# Diocese de Nogales
A Diocese de Nogales (em latim: Dioecesis Nucensis) é uma diocese da Igreja Católica localizada no município de Nogales, no estado de Sonora, pertencente a Arquidiocese de Hermosillo no México. Foi fundada em 19 de março de 2015 pelo Papa Francisco. Com uma população católica de 525.000 habitantes, sendo 83,1% da população total, possui 32 paróquias com dados de 2021.

## História
Em 19 de março de 2015 o Papa Francisco cria a Diocese de Nogales através do território da Arquidiocese de Hermosillo. 

## Lista de bispos
A seguir uma lista de bispos desde a criação da diocese em 2015.
|                          | Nome                            | Período   | Notas                                  |
| Bispos                   | Bispos                          | Bispos    | Bispos                                 |
| ------------------------ | ------------------------------- | --------- | -------------------------------------- |
| 2º                       | José Luis Cerra Luna            | 2025-     | Atual                                  |
| 1º                       | José Leopoldo González González | 2015-2024 | Nomeado Bispo de San Juan de los Lagos |
| Administrador apostólico |                                 |           |                                        |
|                          | Ruy Rendón Leal                 | 2024-2025 | Arcebispo de Hermosillo                |